# 韦飞燕
韦飞燕（1964年—），广西柳州人，壮族，中华人民共和国政治人物、第十二届全国人民代表大会广西地区代表。
毕业于广西师范大学投资经济专业。加入中国共产党。担任广西花红药业股份有限公司董事长。2008年起担任全国人大代表。2013年，担任全国人大代表。